# Bruzzano Zeffirio
Bruzzano Zeffirio é uma comuna italiana da região da Calábria, província de Reggio Calabria, com cerca de 1.343 habitantes. Estende-se por uma área de 20 km², tendo uma densidade populacional de 67 hab/km². Faz fronteira com Africo, Brancaleone, Ferruzzano, Sant'Agata del Bianco, Staiti.

## Demografia
| Variação demográfica do município entre 1861 e 2011                               |
|                                                                                   |
| Fonte: Istituto Nazionale di Statistica (ISTAT) - Elaboração gráfica da Wikipedia |